# Метод Гамильтона — Якоби решения вариационных задач
Метод Гамильтона — Якоби сводит задачу нахождения экстремалей (или задачу интегрирования гамильтоновой системы уравнений) к интегрированию уравнения в частных производных первого порядка — так называемого уравнения Гамильтона — Якоби. Основы теории Гамильтона-Якоби были разработаны Гамильтоном в 1820-х годах для задач волновой оптики и геометрической оптики. В 1834 году Гамильтон распространил свои идеи на проблемы динамики, и Якоби (1837) применил метод к общим задачам классического вариационного исчисления.
Начальные точки теории Гамильтона-Якоби были установлены в 17 веке Ферма и Гюйгенсом, которые использовали для этой цели предмет геометрической оптики (см. Принцип Ферма; принцип Гюйгенса).

## Алгоритм
Рассмотрим шаги Гамильтона и проблему распространения света в неоднородной (но для простоты, изотропной) среде, где {\displaystyle v(x)} — локальная скорость света в точке {\displaystyle x}.
Согласно принципу Ферма, свет распространяется от точки к точке в неоднородной среде в кратчайшие сроки. Пусть {\displaystyle x_{0}\in E}будет начальной точкой, и пусть {\displaystyle W(x)} будет кратчайшим возможным временем, когда свет пройдет расстояние от {\displaystyle x_{0}}> до {\displaystyle x} Функция {\displaystyle W(x)} известна как эйконал или оптическая длина пути. Предполагается, что за короткое время {\displaystyle dt} свет проходит от точки {\displaystyle x} до точки {\displaystyle x+dx}. Согласно принципу Гюйгенса, свет будет распространяться, кроме малых величин более высокого порядка, по нормали к поверхности уровня функции {\displaystyle W(x)}. Таким образом, выполняется уравнение:
{\displaystyle W\left(x+{\frac {W'(x)}{|W'(x)|}}v(x)dt\right)=W(x)+dt+o(dt)}.
И уравнение Гамильтона-Якоби для задач геометрической оптики имеет вид:
{\displaystyle |W'(x)|^{2}={\frac {1}{v^{2}(x)}}\Leftrightarrow \sum _{i=1}^{3}\left({\frac {\partial W(x)}{\partial x_{i})}}\right)^{2}={\frac {1}{v^{2}(x)}}}.
В аналитической механике роль принципа Ферма играет вариационный принцип Гамильтона-Остроградского, а роль эйконала играет функционал действия, то есть интеграл:
{\displaystyle S(t,x)=\int _{\gamma }Ldt}, (1)
вдоль траектории γ, соединяющей данную точку {\displaystyle (t_{0},x_{0})} с точкой {\displaystyle (t,x)}, где находится функция Лагранжа механической системы, {\displaystyle x=(x_{1},...,x_{n})}.
Якоби предложил использовать функцию, напоминающую функционал действия (1), при решении всех задач классического вариационного исчисления. Экстремалы задачи {\displaystyle \int Ldt\rightarrow inf}, выходящей из точки {\displaystyle (t_{0},x_{0})}, пересекают поверхность уровня основной функции трансверсально (см. условие трансверсальности). Форма дифференциала функционала действия:
{\displaystyle dS=(p|dx)-Hdt}
выводится из этого условия. Здесь {\displaystyle p=L_{x}} и {\displaystyle H=px-L} — функции Гамильтона (см. также преобразование Лежандра).
Последнее упомянутое соотношение дает следующее уравнение для функции S:
{\displaystyle {\frac {\partial S}{\partial t}}+H\left(t,x,{\frac {\partial S}{\partial x}}\right)=0}. (2)
Это уравнение Гамильтона — Якоби.
Наиболее важным результатом теории Гамильтона — Якоби является теорема Якоби, которая утверждает, что полный интеграл уравнения (2), то есть решение {\displaystyle S(t,x,\alpha )} этого уравнения, которое будет зависеть от параметров {\displaystyle \alpha =(\alpha ,...,\alpha )} (при условии, что {\displaystyle det\left|{\frac {\partial ^{2}S}{\partial x\partial \alpha }}\right|\neq 0)}, позволяет получить полный интеграл уравнения для функционала Эйлера (1) или, что то же самое, гамильтоновой системы, связанной с этим функционалом формулами {\displaystyle {\frac {\partial S}{\partial x}}=p}, {\displaystyle {\frac {\partial S}{\partial \alpha }}=\beta }. Применение теоремы Якоби к интегрированию гамильтоновых систем обычно основано на методе разделения переменных в специальных координатах.

## Применение
Несмотря на то, что интегрирование уравнений в частных производных обычно сложнее, чем решение обыкновенных уравнений, теория Гамильтона-Якоби оказалась мощным инструментом в изучении проблем оптики, механики и геометрии. Суть принципа Гюйгенса была использована Беллманом при решении задач оптимального управления. См. также инвариантный интеграл Гильберта.

## Комментарии
В оптимальном управлении уравнение Гамильтона-Якоби имеет, например, форму:
{\displaystyle {\frac {\partial V}{\partial t}}+H\left(t,x,{\frac {\partial V}{\partial x}}\right)=0,V(t,x)=\phi (t_{1},x),t_{0}\leqslant t\leqslant t_{1}},
где
{\displaystyle H(t,x,{\frac {\partial V}{\partial x}})=min\left\{\left({\frac {\partial V}{\partial x}},f(t,x,u)\right)+f^{0}(t,x,u):u\in U\right\}}.
См., например, оптимальное управление синтезом. В этом случае его часто называют уравнением Беллмана (особенно в технической литературе) или уравнением Гамильтона-Якоби-Беллмана. Существует также версия для оптимального стохастического управления, см. [slovar.wikireading.ru/2700830 управляемый случайный процесс]. Поскольку классические решения уравнения Гамильтона-Якоби часто не существуют, возникает необходимость рассмотреть различные виды обобщённых решений, таких как решения с вязкостью.